# Enrico Bramati
Enrico Bramati (Monza, 6 settembre 1939) è un ex calciatore italiano, di ruolo attaccante.

## Carriera
Dopo gli esordi in Serie D nel 1959 con la Falck & Arcore, debutta in Serie B nel 1960-1961 con il Novara disputando 19 gare.
L'anno successivo viene girato per una stagione al Grosseto in Serie C e poi torna al Novara, con cui vince il campionato di Serie C 1964-1965 e disputa i successivi tre campionati di Serie B per un totale di 72 presenze e 18 reti, prima di retrocedere nuovamente in Serie C dove gioca le ultime due stagioni.

## Palmarès

### Giocatore

#### Competizioni nazionali
- Serie C: 2

Novara: 1964-1965, 1969-1970